# Lena Żelichowska

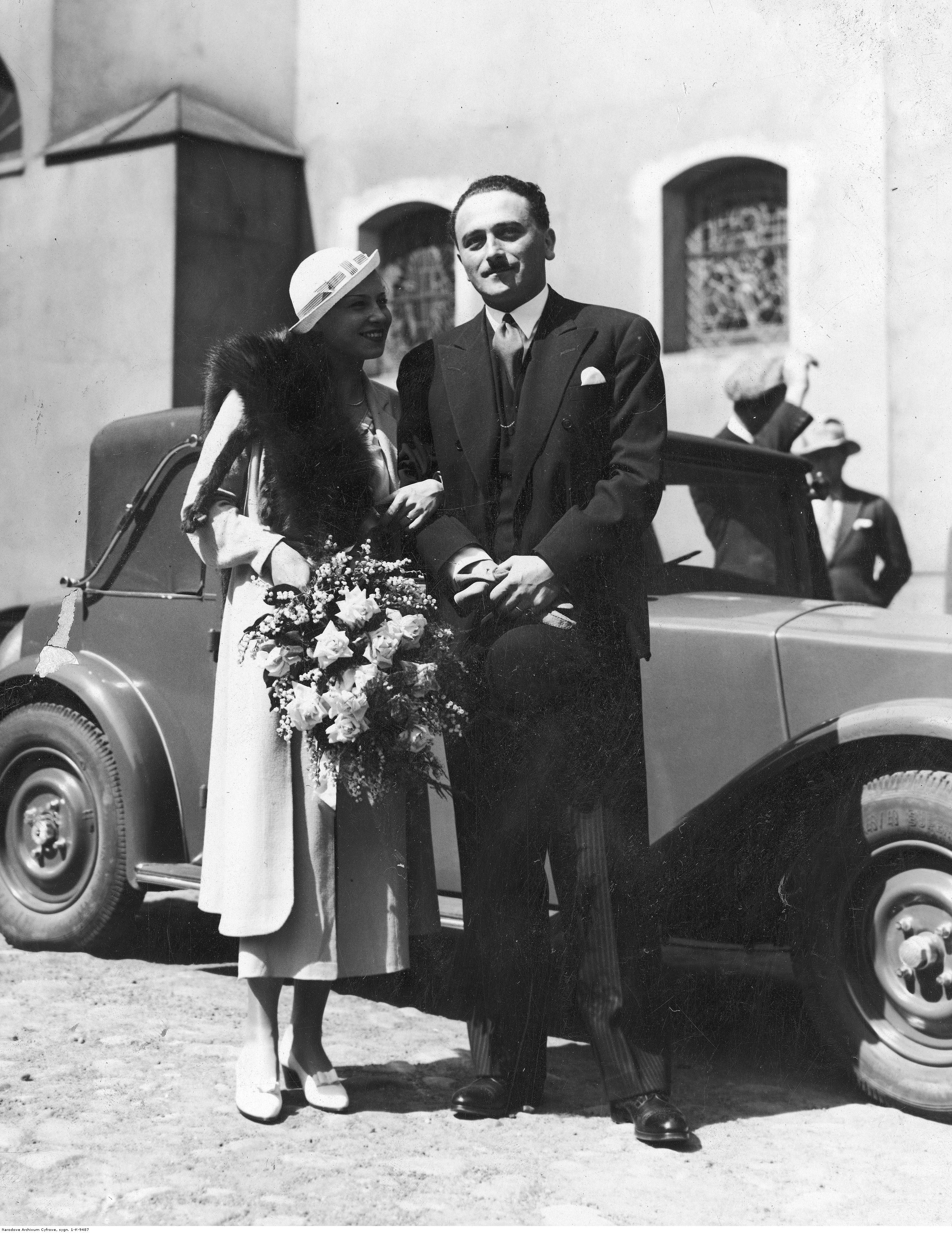
Ślub Leny Żelichowskiej z Januszem Grzędzicą (1934)

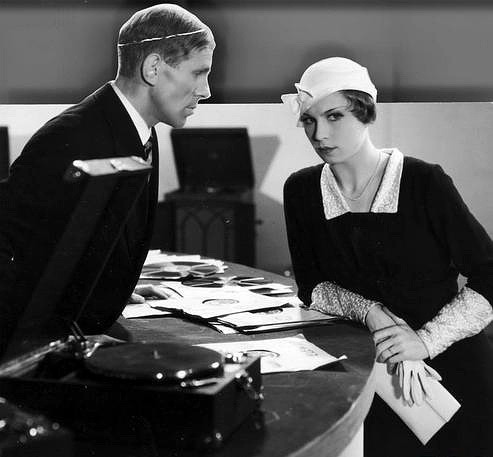
Zdzisław Karczewski i Żelichowska w filmie Szpieg w masce (1933)

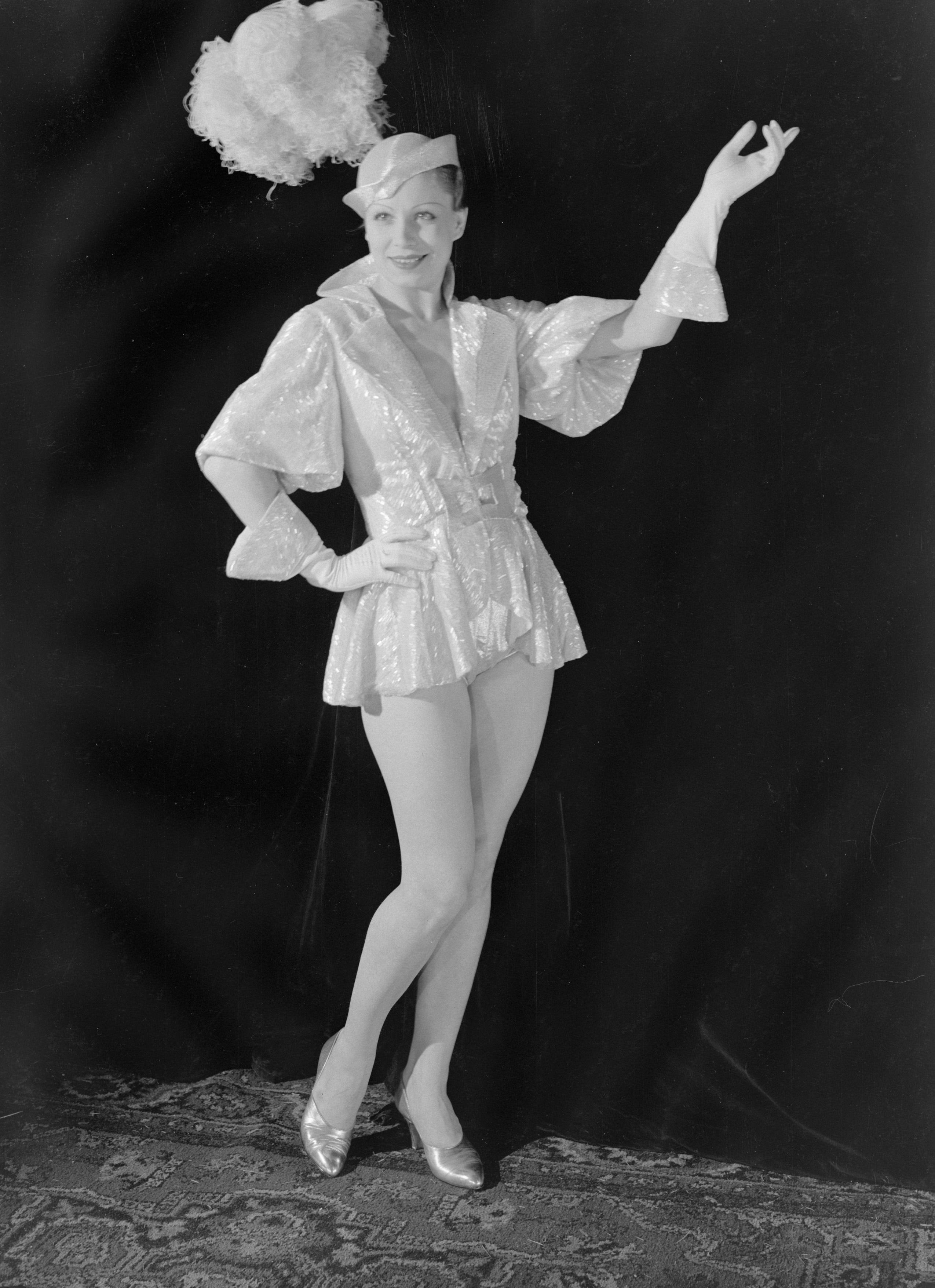
Lena Żelichowska (1934)

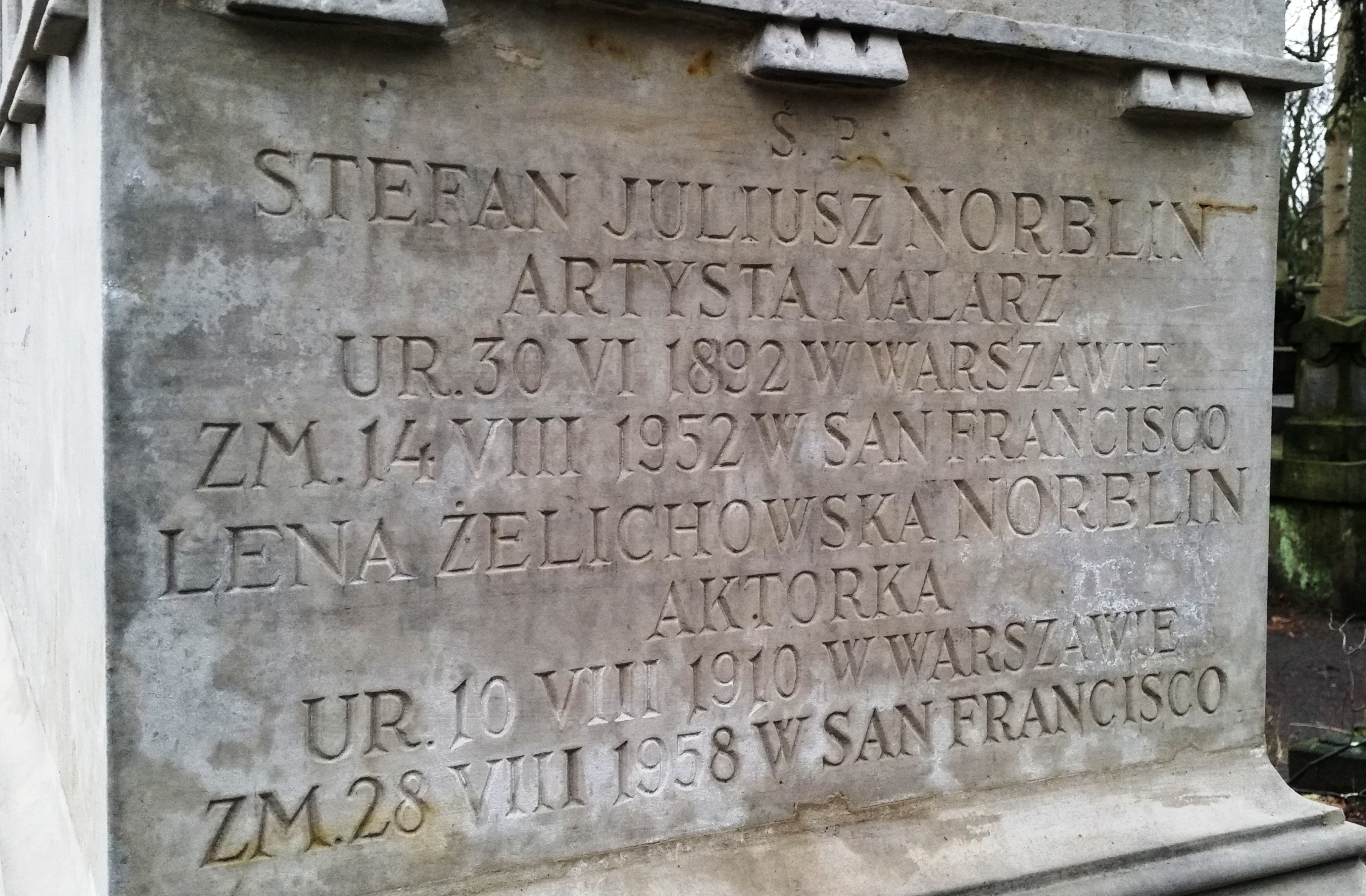
Grób Leny Żelichowskiej i jej męża Stefana Norblina na cmentarzu Powązkowskim w Warszawie

Lena Żelichowska, właśc. Helena Żelichowska (ur. 12 sierpnia 1910 w Warszawie, zm. 28 sierpnia 1958 w San Francisco) – polska aktorka filmowa, rewiowa i teatralna.

## Życiorys
W wieku sześciu lat rozpoczęła naukę baletu w szkole Piotra Zajlicha. Jako nastolatka (1926-29) występowała w Teatrze Wielkim, a następnie w stołecznych teatrzykach rewiowych, m.in.: „Morskie Oko”, „Wesoły Wieczór”, „Rex”, „Hollywood”. W Teatrze Nowym występowała w 1934 roku, a od 1935 do wybuchu II wojny światowej grała w Teatrze Letnim i Cyruliku Warszawskim. W Teatrze Wielkim w Warszawie wystąpiła m.in. w roli Hawajki w sztuce Słońce w Meksyku.
W kinie zadebiutowała w 1933 roku, u boku Ordonki w Szpiegu w masce. Szybko zdobyła popularność, zaliczano ją do największych gwiazd filmu i teatru. Ostatnią jej rolą była gwiazda kabaretu Kamilla (Żołnierz królowej Madagaskaru), dla której tracą głowę „wszyscy” mężczyźni. Film wszedł na ekrany w czasie okupacji.
W 1934 wyszła za mąż za Janusza Grzędzicę.
Tuż po wybuchu wojny ewakuowała się wraz z drugim mężem Stefanem Norblinem do Rumunii, stamtąd przez Turcję do Iraku, następnie przebywała w Indiach (tam urodził się ich syn). Wreszcie po wojnie wyjechała do USA (w 1946 r.). Nie wróciła już ani na scenę, ani do kraju. W 1947 r. złożyła wniosek o przyznanie amerykańskiego obywatelstwa. Imała się różnych zajęć. Po samobójczej śmierci męża w 1952 pracowała jako manicurzystka. Zmarła 6 lat później w wieku 48 lat.

## Życie prywatne
Córka Jerzego Michała Floriana Żelichowskiego i Henryki z domu Fronczyk. Jako dwuletnia dziewczynka została oddana na wychowanie.
Żona malarza Juliusza Stefana de la Gourdaine Norblina (1892–1952) i matka wirtuoza gitary klasycznej Andrew Norblina (ur. 1944).
Syn odziedziczył po niej talent muzyczny. Pierwszą gitarę tylko w połowie sfinansowała mu matka, gdyż nie było jej stać, żeby kupić synowi na urodziny wymarzony instrument. Andrew został sierotą w wieku 14 lat. Ponad sześćdziesięcioletni muzyk z czcią wspomina rodziców, nie mówi jednak po polsku. Artysta wystąpił w filmie dokumentalnym o swoim ojcu: Stefan Norblin w reżyserii Roberta Ćwiklińskiego.
Prochy Leny Żelichowskiej i jej męża Stefana Norblina zostały sprowadzone do Polski i pochowane (12 października 2012) na warszawskich Starych Powązkach (kwatera F/G-5-1/2).

## Filmografia
- 1939/1940: Żołnierz królowej Madagaskaru jako Kamilla
- 1938: Sygnały jako Marta Wrońska
- 1938: Granica jako Justyna Bogutówna
- 1937: Ty, co w Ostrej świecisz Bramie jako Irma
- 1937: Parada Warszawy
- 1937: O czym marzą kobiety jako Lena Kort
- 1937: Dyplomatyczna żona jako Inez de Costello
- 1937: Dorożkarz nr 13 jako Krystyna, córka Tarskiej
- 1936: Tajemnica panny Brinx jako Ketty Brinx
- 1936: Róża jako Maria Daniłowska
- 1936: Jego wielka miłość jako Ludwika, żona Kurczka
- 1936: Barbara Radziwiłłówna jako faworyta królewska
- 1934: Czarna perła jako Rena Torn
- 1933: Szpieg w masce jako agentka kontrwywiadu polskiego
- 1932: film reklamowy polskiego Fiata 508, jako klientka stacji benzynowej

## Spektakle teatralne
- 1930 – Codziennie dancing, „Morskie Oko”
- 1930 – Pieniądze dla wszystkich, „Morskie Oko”
- 1931 – Kocha... lubi... szanuje..., teatr „Wesoły Wieczór”
- 1932 – Banda naprzód, „8.30”
- 1932 – Bawmy się w miłość, „Wesołe Oko”
- 1933 – Piękna Galatea, „Banda”
- 1933 – Zjazd gwiazd, „Rex”
- 1933 – Ram–pam–pam, „Cyganeria”
- 1934 – Cyganeria rozfikana, „Cyganeria”
- 1934 – Hulaj Banda, „Stara Banda w Hollywood”
- 1934 – Co w trawie piszczy
- 1935 – Na jeża, „Cyrulik Warszawski”
- 1935 – Muzyka na ulicy, „Teatr Letni w Warszawie”
- 1936 – Ogród rozkoszy, „Cyrulik Warszawski”
- 1936 – Król pod parasolem, „Cyrulik Warszawski”
- 1937 – Słońce Meksyku, „Teatr Wielki”
- 1937 – Podwójne życie panny Leny, „Wielka Rewia”
- 1939 – Pakty i fakty